# Jung und Wild
Jung und Wild ist eine Tierdokumentation, die das Leben bzw. Aufwachsen afrikanischer Tierjungen dokumentiert, so zum Beispiel die Geburt und Nahrungsaufnahmen von Löwen- oder Gorillajungen. 

## Veröffentlichung
Jung und Wild wurde erstmals in Deutschland auf Nick ausgestrahlt. Später wurde die Sendung auf dem Programmfenster Nick nach acht gezeigt. Durch die Einstellung des Programmfensters und der Zusammenlegung von Nick mit dem Schwesterprogramm Comedy Central wurde die Ausstrahlung eingestellt.
Darüber hinaus wurden 2 DVDs veröffentlicht.